# Erich Böhlke
Erich Böhlke (* 9. September 1895 in Stettin; † 19. April 1979 in Delmenhorst) war ein deutscher Dirigent und Komponist.

## Leben
Böhlke wurde als Sohn eines Kunsthändlers in Stettin geboren. Bereits als Kind und Jugendlicher trat er musikalisch hervor, so leitete er ab 1909 den Stettiner Männergesangsverein Melodia. Böhlke bereitete sich zunächst für den Beruf des Lehrers vor und besuchte hierfür die Präparandenanstalt in Massow und anschließend das Lehrerseminar in Pölitz. Im Ersten Weltkrieg diente er an der Ostfront. Er legte noch das 2. Lehrerexamen ab, widmete sich dann aber ganz der Musik.
Ab 1919 studierte er an der Hochschule für Musik Berlin. 1924 wurde er Kapellmeister am Theater Rudolstadt. In der Saison 1925/1926 arbeitete er hier intensiv mit dem Sänger und Regisseur Dr. Horst Wolf zusammen. Beide verließen am Ende der Spielzeit Rudolstadt für immer. Weitere Stationen waren ab 1926 musikalischer Oberleiter am Stadttheater Koblenz und ab 1929 Chefdirigent am Staatstheater Wiesbaden. 1934 wurde er Generalmusikdirektor und Intendant der Städtischen Bühnen Magdeburg. Hier wurde er 1939 als Intendant durch ein Mitglied der NSDAP abgelöst, blieb aber bis zur kriegsbedingten Schließung im Jahre 1944 Generalmusikdirektor. Am 8. April 1941 beantragte er die Aufnahme in die NSDAP und wurde rückwirkend zum 1. April desselben Jahres aufgenommen (Mitgliedsnummer 8.401.598).
Nach dem Zweiten Weltkrieg war er von 1947 bis 1950 Generalmusikdirektor des Staatstheaters Oldenburg. Ab 1950 war er freischaffend tätig. In dieser Zeit war er unter anderem Gastdirigent an der Hochschule der Künste in Tokio, wo er 1963 den Titel eines Professors erhielt.
Böhlke war darüber hinaus als Komponist tätig und hat unter anderem über 100 Lieder komponiert. Er wurde in der Familiengrabstätte auf dem Osterholzer Friedhof in Bremen beigesetzt.

## Auszeichnungen
- Preußischer Generalmusikdirektor, 1927
- Pommerscher Kulturpreis, 1965
- Bundesverdienstkreuz 1. Klasse, 1976